# Arrowverse
L'Arrowverse è un media franchise composto da diverse serie televisive basate sui personaggi dei fumetti DC Comics, e trasmesse dal 2012 sul canale via cavo The CW e sulla piattaforma digitale CW Seed.
Gli attori protagonisti delle serie televisive dell'Arrowverse sono: Stephen Amell nei panni di Oliver Queen / Arrow in Arrow; Grant Gustin in quelli di Barry Allen / Flash in The Flash; Melissa Benoist nei panni di Kara Zor-El / Supergirl in Supergirl. Il cast di Legends of Tomorrow è invece composto da Arthur Darvill come Rip Hunter, Caity Lotz come Sara Lance / White Canary, Brandon Routh come Ray Palmer / Atom, Dominic Purcell come Mick Rory / Heat Wave, Victor Garber e Franz Drameh come Martin Stein e Jefferson "Jax" Jackson / Firestorm.
L'Arrowverse comprende anche due webserie animate concluse: Vixen, con protagonista Mari Jiwe McCabe / Vixen interpretata da Megalyn Echikunwoke, e Freedom Fighters: The Ray con protagonista Ray Terrill / Raggio, interpretato da Russell Tovey.
La prima serie ad essere mandata in onda è stata Arrow, che ha debuttato nell'ottobre 2012. L'universo si è espanso con The Flash nell'ottobre 2014 e ancora con la webserie Vixen nell'agosto 2015 e con Legends of Tomorrow nel gennaio 2016. Il franchise ha avuto dei crossover con altre serie basate su personaggi DC Comics e trasmesse su altri canali come Constantine della NBC. Al Comic Con 2018 è stata annunciata una nuova serie con protagonista Batwoman, personaggio che ha esordito nel crossover 2018.
Il 28 ottobre 2019 viene annunciata la serie Superman and Lois, con protagonista Tyler Hoechlin, già apparso in Supergirl, nel ruolo di Superman e Bitsie Tulloch nei panni di Lois Lane. Nonostante fosse inizialmente prevista come parte del franchise, la serie non fa parte dell'Arrowverse.
Alcuni attori sono apparsi in più serie del franchise come Wentworth Miller, John Barrowman e Katie Cassidy, interpreti rispettivamente di Leonard Snart / Capitan Cold, Malcolm Merlyn / Arciere Oscuro e Dinah Laurel Lance / Black Canary, Laurel Lance / Black Siren (versione malvagia poi redenta di Black Canary).

## Serie

### Serie televisive

#### Arrow(2012-2020)
Basata sul personaggio di Freccia Verde, supereroe protagonista di una serie di fumetti pubblicata da DC Comics, viene trasmessa dal 10 ottobre 2012 sul canale The CW.
L’ottava e ultima stagione è stata trasmessa sul canale The CW dal 15 ottobre 2019 al 28 gennaio 2020.

#### The Flash(2014-2023)
Basata sul personaggio di Flash, supereroe protagonista di una serie di fumetti pubblicata da DC Comics, viene trasmessa dal 7 ottobre 2014 dall'emittente The CW.
Il 22 marzo 2022 viene rinnovata per una nona stagione, diventando la serie più longeva dell’Arrowverse, e il 1º agosto viene annunciato che sarà l'ultima stagione della serie.

#### Supergirl(2015-2021)
Basata sul personaggio di Supergirl, è stata trasmessa, a partire dal 2015, prima da CBS e poi da The CW.
Il 22 settembre 2020, l'emittente televisiva ha annunciato che la sesta sarebbe stata l'ultima stagione per lo show.

#### Legends of Tomorrow(2016-2022)
La serie narra di un gruppo di supereroi-viaggiatori del tempo originale dell'Arrowverse ed inesistente nei fumetti, è trasmessa dal canale The CW dal 21 gennaio 2016.
Il 3 febbraio 2021 The CW ha rinnovato la serie per una settima stagione. Il 30 aprile 2022 la serie è stata infine cancellata.

#### Black Lightning(2018-2021)
Basata sul personaggio di Fulmine Nero, è stata trasmessa, a partire dal 2018, da The CW.
Il 7 gennaio 2020, la serie viene rinnovata per una quarta e ultima stagione trasmessa dall'8 febbraio 2021.

#### Batwoman(2019-2022)
Annunciata al Comic Con 2018 di San Diego, è la prima serie originale dell'Arrowverse dopo Legends of Tomorrow e ha per protagonista inizialmente Kate Kane e poi Ryan Wilder, entrambe sotto l'identità di Batwoman.
Il 30 aprile 2022 la serie è stata cancellata, dopo tre stagioni.

#### Stargirl(2020-2022)
Basata su Courtney Whitmore, conosciuta come Stargirl, interpretata da Brec Bassinger. La prima apparizione del personaggio avviene nell'ultimo episodio del crossover Crisi sulle Terre infinite. La serie è iniziata il 18 maggio 2020 e a luglio 2020 è stata rinnovata per una seconda stagione.
Il 31 ottobre 2022, viene annunciata la cancellazione della serie dopo tre stagioni.

### Webserie

#### Arrow: Blood Rush(2013)
Trasmessa in contemporanea con la messa in onda americana della seconda stagione di Arrow, la webserie in sei episodi ha come protagonista Roy Harper. La serie racconta di una misteriosa missione affidata a Roy da Felicity, mostrando così il primo incontro fra Felicity Smoak e Roy Harper/Arsenal.

#### Vixen(2015-2016)
Basata sulla storia dell'omonimo personaggio DC Comics Mari Jiwe McCabe / Vixen, è stata pubblicata sul sito dell'emittente The CW dal 25 agosto 2015.

#### The Flash: Chronicles of Cisco(2016)
La webserie narra le avventure di Cisco Ramon, geniale scienziato degli S.T.A.R. Labs, responsabile dell’uniforme e dei dispositivi impiegati dal protagonista di The Flash. La serie racconta le vicissitudini del personaggio tra un episodio e l’altro, ovvero quando Flash non è impegnato a salvare la situazione e il laboratorio è deserto.

#### Freedom Fighters: The Ray(2017-2018)
Una serie animata con protagonista Ray Terrill / Raggio, braccio destro del leader dei "Freedom Fighters", un gruppo di combattenti su Terra-X.

## Personaggi e interpreti
| Personaggio                                                      | Serie televisive     | Serie televisive            | Serie televisive     | Serie televisive            | Serie televisive | Webserie              |
| Personaggio                                                      | Arrow                | The Flash                   | Supergirl            | Legends of Tomorrow         | Constantine      | Vixen                 |
| ---------------------------------------------------------------- | -------------------- | --------------------------- | -------------------- | --------------------------- | ---------------- | --------------------- |
| Oliver Queen Green Arrow                                         | Stephen Amell        | Stephen AmellR              | Stephen AmellG       | Stephen AmellR              |                  | Stephen AmellRV       |
| Felicity Smoak Overwatch                                         | Emily Bett Rickards  | Emily Bett RickardsR        | Emily Bett RickardsG | Emily Bett RickardsG        |                  | Emily Bett RickardsRV |
| Thea Queen Speedy                                                | Willa Holland        | Willa HollandG              |                      |                             |                  |                       |
| John Diggle Spartan                                              | David Ramsey         | David RamseyR               |                      | David RamseyG               |                  |                       |
| Quentin Lance                                                    | Paul Blackthorne     | Paul BlackthorneG           |                      | Paul BlackthorneG           |                  |                       |
| Laurel Lance Black Canary; Laurel Lance Black Siren/Black Canary | Katie Cassidy        | Katie CassidyG              |                      | Katie CassidyG              |                  | Katie CassidyRV       |
| Malcolm Merlyn Arciere Oscuro                                    | John Barrowman       | John BarrowmanG             |                      | John BarrowmanR             |                  |                       |
| Barry Allen Flash                                                | Grant GustinR        | Grant Gustin                | Grant GustinG        | Grant GustinG               |                  | Grant GustinRV        |
| Caitlin Snow Killer Frost / Frost                                | Danielle PanabakerR  | Danielle Panabaker          | Danielle PanabakerG  | Danielle PanabakerG         |                  |                       |
| Cisco Ramon Vibe                                                 | Carlos ValdesR       | Carlos Valdes               | Carlos ValdesG       | Carlos ValdesG              |                  | Carlos ValdesRV       |
| Eobard Thawne Anti-Flash                                         | Tom CavanaghG        | Tom Cavanagh Matt LetscherR |                      | Matt Letscher Tom CavanaghG |                  |                       |
| Wally West Kid Flash                                             |                      | Keiynan Lonsdale            | Keiynan LonsdaleG    | Keiynan LonsdaleG           |                  |                       |
| Kara Danvers Supergirl                                           | Melissa BenoistG     | Melissa BenoistG            | Melissa Benoist      | Melissa BenoistG            |                  |                       |
| Alex Danvers                                                     | Chyler LeighG        | Chyler LeighG               | Chyler Leigh         | Chyler LeighG               |                  |                       |
| J'onn J'onzz Martian Manhunter                                   |                      | David HarewoodG             | David Harewood       |                             |                  |                       |
| Winn Schott                                                      |                      | Jeremy Jordan               | Jeremy Jordan        |                             |                  |                       |
| Mon-El                                                           |                      | Chris WoodG                 | Chris Wood           |                             |                  |                       |
| Mari Jiwe McCabe Vixen                                           | Megalyn EchikunwokeG |                             |                      |                             |                  | Megalyn EchikunwokeV  |
| Sara Lance Canary / White Canary                                 | Caity LotzR          | Caity LotzG                 | Caity LotzG          | Caity Lotz                  |                  |                       |
| Martin Stein Firestorm                                           | Victor GarberG       | Victor GarberR              | Victor GarberG       | Victor Garber               |                  | Victor GarberGV       |
| Jefferson "Jax" Jackson Firestorm                                | Franz DramehG        | Franz DramehG               | Franz DramehG        | Franz Drameh                |                  | Franz DramehGV        |
| Ray Palmer Atom                                                  | Brandon RouthR       | Brandon RouthG              |                      | Brandon Routh               |                  | Brandon RouthRV       |
| Kendra Saunders Hawkgirl                                         | Ciara RenéeG         | Ciara RenéeR                |                      | Ciara Renée                 |                  |                       |
| Carter Hall Hawkman                                              | Falk HentschelG      | Falk HentschelG             |                      | Falk Hentschel              |                  |                       |
| Gideon                                                           | Amy PembertonGV      | Morena BaccarinRV           |                      | Amy PembertonV              |                  |                       |
| Mick Rory Heat Wave                                              | Dominic PurcellG     | Dominic PurcellR            | Dominic PurcellG     | Dominic Purcell             |                  |                       |
| Leonard Snart Capitan Cold                                       |                      | Wentworth MillerR           |                      | Wentworth Miller            |                  |                       |
| Ray Terrill Raggio                                               |                      | Russell ToveyG              |                      | Russell ToveyG              |                  |                       |
| John Constantine                                                 | Matt RyanG           |                             |                      | Matt RyanR                  | Matt RyanV       |                       |

## Ambientazione
L'Arrowverse è ambientato in universo immaginario che fa da sfondo agli eventi narrati e che prende ispirazione dalla teoria del multiverso. La maggior parte delle serie che lo compongono sono ambientate su Terra-1 (Arrow, The Flash, Legends of Tomorrow, Constantine e Batwoman), mentre Supergirl è ambientata su Terra-38 e Black Lightning su Terra-BL. Dopo gli eventi del crossover "Crisi sulle Terre Infinite" tutte le serie sono ambientate su Terra-Prime. Per quanto riguarda invece le altre produzioni televisive in corso con personaggi DC è stato stabilito, sempre dal crossover, che sono ambientate in Terre parallele: Stargirl sulla nuova Terra-2, Titans su Terra-9, Swamp Thing su Terra-19 e Doom Patrol su Terra-21. La serie animata Freedom Fighters: The Ray è ambientata su Terra-X. La serie Superman & Lois è ambientata su una terra parallela.

## Crossover

### Eventi

#### 2014
- Flash vs. Arrow (The Flash) [1x08]
- Il coraggio e l'audacia (Arrow) [3x08]

#### 2015
- Leggende di oggi (The Flash) [2x08]
- Leggende di ieri (Arrow) [4x08]

#### 2016
- Medusa (Supergirl) [2x08]
- Invasione! (The Flash) [3x08]
- Invasione! (Arrow) [5x08]
- Invasione! (Legends of Tomorrow) [2x07]

#### 2017
- Crisi su Terra-X - I Parte (Supergirl) [3x08]
- Crisi su Terra-X - II Parte (Arrow) [6x08]
- Crisi su Terra-X - III Parte (The Flash) [4x08]
- Crisi su Terra-X - IV Parte (Legends of Tomorrow) [3x08]

#### 2018
- Altrimondi - I Parte (The Flash) [5x09]
- Altrimondi - II Parte (Arrow) [7x09]
- Altrimondi - III Parte (Supergirl) [4x09]

#### 2019
- Crisi sulle Terre infinite - I Parte (Supergirl) [5x09]
- Crisi sulle Terre infinite - II Parte (Batwoman) [1x09]
- Crisi sulle Terre infinite - III Parte (The Flash) [6x09]
- Crisi sulle Terre infinite - IV Parte (Arrow) [8x08]
- Crisi sulle Terre infinite - V Parte (Legends of Tomorrow) [5x01]

#### 2021
- Armageddon (The Flash) [8x01-05]

### Episodi:The Flash-Supergirl
- Terre infinite (Supergirl) [1x18] 2016
- Music Meister (Supergirl) [2x16] 2017
- Duetto (The Flash) [3x17] 2017

## Accoglienza
Per maggiori informazioni vedi la sezione "Accoglienza" di ogni serie
| Titolo              | Stagioni | Rotten Tomatoes      | Metacritic         |
| ------------------- | -------- | -------------------- | ------------------ |
| Arrow               | 1        | 85% (285 recensioni) | 73 (30 recensioni) |
| Arrow               | 2        | 95% (266 recensioni) | N.D.               |
| Arrow               | 3        | 89% (365 recensioni) | N.D.               |
| Arrow               | 4        | 85% (369 recensioni) | N.D.               |
| Arrow               | 5        | 88% (193 recensioni) | N.D.               |
| Arrow               | 6        | 64% (186 recensioni) | N.D.               |
| Arrow               | 7        | 87% (213 recensioni) | N.D.               |
| Arrow               | 8        | 95% (125 recensioni) | N.D.               |
| The Flash           | 1        | 92% (528 recensioni) | 75 (38 recensioni) |
| The Flash           | 2        | 94% (362 recensioni) | 81 (4 recensioni)  |
| The Flash           | 3        | 85% (272 recensioni) | 80 (4 recensioni)  |
| The Flash           | 4        | 80% (221 recensioni) | N.D.               |
| The Flash           | 5        | 94% (294 recensioni) | N.D.               |
| The Flash           | 6        | 85% (92 recensioni)  | N.D.               |
| The Flash           | 7        | 95% (25 recensioni)  | N.D.               |
| The Flash           | 8        | N.D.                 | N.D.               |
| Supergirl           | 1        | 92% (371 recensioni) | 75 (38 recensioni) |
| Supergirl           | 2        | 92% (326 recensioni) | 81 (4 recensioni)  |
| Supergirl           | 3        | 78% (289 recensioni) | N.D.               |
| Supergirl           | 4        | 88% (189 recensioni) | N.D.               |
| Supergirl           | 5        | 92% (111 recensioni) | N.D.               |
| Supergirl           | 6        | 88% (13 recensioni)  | N.D.               |
| Legends of Tomorrow | 1        | 65% (267 recensioni) | 58 (28 recensioni) |
| Legends of Tomorrow | 2        | 88% (166 recensioni) | N.D.               |
| Legends of Tomorrow | 3        | 88% (36 recensioni)  | N.D.               |
| Legends of Tomorrow | 4        | 98% (107 recensioni) | N.D.               |
| Legends of Tomorrow | 5        | 100% (13 recensioni) | N.D.               |
| Legends of Tomorrow | 6        | 100% (7 recensioni)  | N.D.               |
| Legends of Tomorrow | 7        | 100% (7 recensioni)  | N.D.               |
| Batwoman            | 1        | 80% (236 recensioni) | N.D.               |
| Batwoman            | 2        | 85% (20 recensioni)  | N.D.               |
| Batwoman            | 3        | N.D.                 | N.D.               |

## Altri media
L'Arrowverse ha avuto alcune derivazioni anche nei fumetti. Non si tratta tanto di adattamenti quanto di sequel o prequel o approfondimenti di eventi solo accennati nelle serie TV.
| Serie a fumetti        | Numero/i | Data di pubblicazione | Data di pubblicazione | Scrittore/i | Disegnatore/i |
| Serie a fumetti        | Numero/i | Prima pubblicazione   | Ultima pubblicazione  | Scrittore/i | Disegnatore/i |
| ---------------------- | -------- | --------------------- | --------------------- | --- | --- |
| Arrow                  | 13       | 10 ottobre 2012       | 23 ottobre 2013       | Andrew Kreisberg (#1–8) and Marc Guggenheim (#1–12, 0) | Sergio Sandoval (#1–3, 5–6, 8, 10); Jorge Jimenez (#1 – 3); Mike Grell (#1–4, 6, 9–10) Eric Nguyen (#4, 9); Julian Totino Tedesco (#4); Xermanico (#5–7, 10–11) Omar Francia (#5, 8, 11); Pol C Gas (#6; 8); Victor Drujiniu (#6–8, 12) Le Beau Underwood (#7, 9); Allan Jefferson (#7, 9–12); Juan Castro (#7–8, 12) Victor Drujiniu (#8; 12); Pol C Gas (#8); Omar Francia (#8; 11); Jonas Trindade (#11–12) |
| Arrow: Season 2.5      | 12       | 8 ottobre 2014        | 9 settembre 2015      | Marc Guggenheim (#1–12); Yuko Shimizu (#4); Keto Shimizu (#5) | Joe Bennett (#1–5; 7–12); Jack Jadson (#2); Craig Yeung (#3–5; 7–12); Szymon Kudranski (#4–7) |
| The Flash: Season Zero | 12       | 1º ottobre 2014       | 2 settembre 2015      | Andrew Kreisberg (#1–10); Katherine Walczak (#4); Brooke Eikmeier (#4) Lauren Certo (#7–9); Kai Wu (#7–9); Phil Hester (#10); Ben Sokolowski (#11); Sterling Gates (#12) | Eric Gapstur and Phil Hester (#1–4; 6–11); Marcus To (#5; 10); Ibrahim Mustafa (#12) |
| Arrow: The Dark Archer | 12       | 13 gennaio 2016       | 15 giugno 2016        | John Barrowman; Carol Barrowman; Marc Guggenheim; Andrew Kreisberg | Daniel Sampere |